# 鈴樹忠信
鈴樹 忠信（すずき ただのぶ、1905年〈明治38年〉2月25日 - 没年不明）は、昭和時代の台湾総督府官僚。弁護士。台東庁長。

## 経歴
栃木県宇都宮市に生まれる。1928年（昭和3年）3月、東京帝国大学法学部政治学科を卒業し、在学中に高等試験行政科に合格する。同年8月、台湾総督府営林所勤務を拝命し、1931年（昭和6年）5月、台北州淡水郡守に任じた。ついで新竹州警務課長、台北州警務課長、同教育課長、高雄州地方課長、知事官房文書課長兼務、興亜院廈門連絡部在勤、米穀局総務課長を経て、台東庁長に就任した。
戦後、弁護士となり、熊谷、墨田、渋谷、久喜各簡易裁判所判事を経て、1975年（昭和50年）定年退官した。